# Dendroides lesnei
Dendroides lesnei es una especie de coleóptero de la familia Pyrochroidae.

## Distribución geográfica
Habita en Japón.